# ساق‌بلندها
ساق‌بلندها (نام علمی: Grallina) نام یک سرده از خانواده مگس‌گیر شهریار است.